# 河瀬茉希
河瀬 茉希（かわせ まき、1995年12月31日 - ）は、日本の女性声優。千葉県出身。アーツビジョン所属。

## 略歴
中学3年生の頃よりアニメやゲームに興味を持っていたが、声優という職業には興味が無かった。
高校2年生の頃に友人から自身が影響を受けた作品のイベントに誘われたが、声優には興味が無かったために行くことを迷ったが朗読劇があることを聞き、新しい台詞を知ることができると思って行った際に声優の演技に感動し、「声優さんってカッコいいな」と感じたことから、声優を目指す。
イベント後に声優の養成所を探し、高校3年生に上がると同時にレッスンが高校生でも週1回通える日本ナレーション演技研究所のオーディションを受けて入所し、アーツビジョンに所属する。
2018年のTVアニメ『ひそねとまそたん』で初のメインキャラクターを演じ、2020年の『くまクマ熊ベアー』で初主演。

## 人物
趣味・特技は読書、映画鑑賞（ホラー系以外）、フィルムカメラでの写真撮影、ゲーム、Apex LegendsやVALORANTなどのゲームの大会観戦。
「源之丞」という名前の猫を飼っている。
小学校から中学3年生までバレーボール部に所属しており、高校生から軽音楽部に所属していた。
遠野ひかるとは河瀬が転校するまで同じ小学校の同学年に在籍しており、年賀状を出し合う仲だった。
なお当時は「真っ黒でまんまる」だったとのこと。
ディズニーキャラクターのベイマックスや紅茶が入っているスイーツが好き。また、back numberのファンクラブ会員であることをブログに綴っている。
高校までは髪型がショートカットだった。高校卒業後から事務所に所属が決まった時には「女の子は髪が長いものであるべき」と考えていたが、無理をするのはやめた。
人と話すことが好きであり、特定の相手に限らず、アフレコ現場や作品のダンス練習などの場でもその場にいる全員に向けて絶えず話し続けるほどの話し好きである。
仲の良い声優にラジオで共演している赤尾ひかるやゾンビランドサガで共演した本渡楓、田野アサミ、衣川里佳などフランシュシュのメンバーがいる。

## 出演
太字はメインキャラクター。

### テレビアニメ
2015年
- しまじろうのわお!
- 名探偵コナン（女子生徒B）

2017年
- セイレン（客、女子生徒）
- セントールの悩み（獄楽章、八千代田十和子）
- ラブライブ!サンシャイン!!（女子生徒）

2018年
- 七つの美徳（先輩）
- ひそねとまそたん（星野絵瑠）
- パズドラ（お姉さん）
- 百錬の覇王と聖約の戦乙女（イングリット）
- ゆらぎ荘の幽奈さん（委員長）
- ゾンビランドサガ（2018年 - 2021年、紺野純子、純子似の町娘） - 2シリーズ
- あかねさす少女（桜賀輝、タクミ）
- メルクストーリア -無気力少年と瓶の中の少女-（フリューリング）

2019年
- ブギーポップは笑わない（今崎静子、里香）
- かぐや様は告らせたい〜天才たちの恋愛頭脳戦〜（2019年 - 2020年、女子生徒B、団員） - 2シリーズ
- ドメスティックな彼女（柳瀬）
- フルーツバスケット（先輩、生徒）
- なんでここに先生が!?（佐藤一郎〈少年期〉、ビーチ客）
- 世話やきキツネの仙狐さん
- Bラッパーズ ストリート（ナラメグミ、キャオリ先生）
- ヴィンランド・サガ（2019年 - 2023年、子供、村の少女、ゴルムの村 村人、幼少時アシェラッド 他） - 2シリーズ
- グランベルム（女生徒）
- ダンベル何キロ持てる?（アナウンス）
- 女子高生の無駄づかい（微ギャル、体育教師、琥珀の友人）
- 戦×恋（早乙女八雲）
- 神田川JET GIRLS（2019年 - 2020年、吉徳キリコ）
- 私、能力は平均値でって言ったよね!（マルセラ）
- ファンタシースターオンライン2 エピソード・オラクル（オペレーター）

2020年
- メジャーセカンド（沢弥生）
- 球詠（朝倉智景、白井莉子）
- モンスター娘のお医者さん（苦無・ゼナウ）
- 恋とプロデューサー〜EVOL×LOVE〜（アナウンサー）
- くまクマ熊ベアー（2020年 - 2023年、ユナ） - 2シリーズ
- 無能なナナ（刑事）

2021年
- ミュークルドリーミー（妖精①）
- 異世界魔王と召喚少女の奴隷魔術Ω（トリア）
- かげきしょうじょ!!（受験生A、暁也の母、清美、今野瞳、城田美波 他）
- 精霊幻想記（ヴァネッサ＝エマール）
- マギアレコード 魔法少女まどか☆マギカ外伝 2nd SEASON -覚醒前夜-（白羽根〈観鳥令〉）
- コヌとたのしいおともだち（カイネ）
- 最果てのパラディン（2021年 - 2023年、ウィル〈ウィリアム〉 / ウィル〈幼少期〉） - 2シリーズ
- 見える子ちゃん（山崎）

2022年
- 平家物語（藤原輔子）
- 乙女ゲー世界はモブに厳しい世界です（ニックス）
- アオアシ（一条花）
- ヒーラー・ガール（同級生、森嶋真由美）
- サマータイムレンダ（菱形朱鷺子）
- 盾の勇者の成り上がり（ヨモギ＝エーマール）
- リコリス・リコイル（春川フキ）
- よふかしのうた（ハルナ）
- 咲う アルスノトリア すんっ!（ナダ）
- デュエル・マスターズ WIN（2022年 - 2024年、覚知山ボウイ） - 2シリーズ
- VAZZROCK THE ANIMATION（園児A）
- ぼっち・ざ・ろっく!（岩下志麻、生徒）

2023年
- NieR:Automata Ver1.1a（2023年 - 2024年、キン） - 2シリーズ
- ダンジョンに出会いを求めるのは間違っているだろうかIV 深章 厄災篇（ノイン・ユニック）
- イジらないで、長瀞さん 2nd Attack（校内放送）
- 解雇された暗黒兵士（30代）のスローなセカンドライフ（ダリエル〈幼少期〉）
- 魔法使いの嫁 SEASON2（フィロメラ・サージェント） - 2シリーズ
- 魔法少女マジカルデストロイヤーズ（ガスマスク、ユウ、イブ、ガッツたか子、オレンジ 他）
- 鬼滅の刃 刀鍛冶の里編（不死川弘）
- アリス・ギア・アイギス Expansion（地蔵）
- アイドルマスター シンデレラガールズ U149（桐生つかさ）
- 江戸前エルフ（小金井小夜子）
- ゾン100〜ゾンビになるまでにしたい100のこと〜（ゾンビィ4）
- あやかしトライアングル（あずべえ）
- 冒険者になりたいと都に出て行った娘がSランクになってた（アネッサ）
- アンダーニンジャ（マコちゃん、女子生徒3）
- 16bitセンセーション ANOTHER LAYER（南里）
- ビックリメン（キャプテン）

2024年
- 即死チートが最強すぎて、異世界のやつらがまるで相手にならないんですが。（テレサ）
- 喧嘩独学（カップル女性）
- 夜桜さんちの大作戦（秋風もみじ）
- 異世界ゆるり紀行 〜子育てしながら冒険者します〜（ジュール）
- 杖と剣のウィストリア（ロゼ・プレナイト）
- 時々ボソッとロシア語でデレる隣のアーリャさん（2024年 - 2026年、更科茅咲） - 2シリーズ
- 小市民シリーズ（石和馳美）
- Re:ゼロから始める異世界生活 3rd season（シュルト）
- 合コンに行ったら女がいなかった話（鳥羽）
- マーダーミステリー・オブ・ザ・デッド（篠原史香）
- るろうに剣心 -明治剣客浪漫譚- 京都動乱（2024年 - 2025年、チャウチャウガールズ）
- らんま1/2 (2024)（女子生徒）

2025年
- 異修羅（ミロヤ、子供）
- ハニーレモンソーダ（白石望華）
- 君のことが大大大大大好きな100人の彼女（辺路木ラプ子）
- 日本へようこそエルフさん。（ドゥーラ）
- グリザイア:ファントムトリガー（下級生A）
- ニートくノ一となぜか同棲はじめました（にんにんメイド、くノ一）
- Aランクパーティを離脱した俺は、元教え子たちと迷宮深部を目指す。（ミリアム）
- WIND BREAKER Season 2（杏西〈小学生〉）
- mono（駒田華子）
- 男女の友情は成立する?（いや、しないっ!!）（新木由美）
- 9-nine- Ruler’s Crown（女生徒A）
- SAKAMOTO DAYS（フローター）
- 帝乃三姉妹は案外、チョロい。（団員）

### 劇場アニメ
- アリスとテレスのまぼろし工場（2023年、原陽菜[57]）
- ゾンビランドサガ ゆめぎんがパラダイス（2025年、紺野純子[58]）

### OVA
- 刀使ノ巫女 刻みし一閃の燈火（2020年、新多弘名[59]）

### Webアニメ
- べあべあべあくまー！（2020年 - 2023年、ユナ） - 2シリーズ[一覧 10]
- アイドルマスター シンデレラガールズ劇場 Extra Stage（2020年、桐生つかさ）
- スプリガン（2022年、笹原初穂）
- CINDERELLA GIRLS 10th Anniversary Celebration Animation ETERNITY MEMORIES（2022年、桐生つかさ）
- リコリス・リコイル Friends are thieves of time.（2025年、春川フキ[37]）

### ゲーム
2015年
- 激突!ブレイク学園（亀井たまて、富士山有栖）
- 天空のクラフトフリート（アルミン、ナーダ）
- ミリ姫大戦（ラウヒェルト、フーデル）

2016年
- Zendel & Sons（エステラ）
- モンスター娘のいる日常 オンライン（レム、レア、ネメス）
- モン娘☆は〜れむ（ハリネ、天道寺あんこ）
- レムリア〜Strada Of Chain〜（セルトニア、ソフィー、エルヴィア）
- レジェンド オブ アルスマーナ（クオン、コウセツ、ブリジット）

2017年
- 天華百剣 -斬-（雷切丸）
- トリックスター 召喚士になりたい（アコール）

2018年
- FOX-Flame of Xenocide-（リリパット）
- アルテイルクロニクル（2018年 - 2019年、ソアラ、マルテ、ミリア）
- あかねさす少女（桜賀輝）
- プレカトゥスの天秤（ネフリィ・スミッツ）
- マギアレコード 魔法少女まどか☆マギカ外伝（2018年 - 2022年、観鳥令）
- イドラ ファンタシースターサーガ（2018年 - 2019年、サーシャ、カリン、サンドラ）
- アリス・ギア・アイギス（2018年 - 2024年、ファティマ・ベトロラム）

2019年
- ブルーストーン２（ネネ）
- アズールレーン（2019年 - 2020年、Z2）
- 幻獣契約クリプトラクト（フェンテ、レプティア、アムル）
- 八月のシンデレラナイン（2019年 - 2023年、桜田千代）
- グリモアA〜私立グリモワール魔法学園〜（紺野純子）
- ブラウンダスト（タキ）
- オメガラビリンス ライフ（氷花の精霊）
- りっく☆じあ〜す（ナオミフジ、16式機動戦闘車、チャレンジャー2 Mk.2 ブラックナイト、VT1-2 フェアズーフ ストレーガー）
- 劇場推理 人狼狂（Gemelli(ジェメリー)）
- 伝説対決 -Arena of Valor-（キャフェニー）
- Z/X Code OverBoost（レーヴァテイン、パスサール）
- 時の歌-終焉なきソナタ-（シャーリン、シャーリー）

2020年
- ETERNAL（シラヌイ）
- この素晴らしい世界に祝福を！ファンタスティックデイズ（リア）
- 絵師神の絆（メフィスト）
- キングダムオブヒーロー（フリート）
- ボク姫PROJECT（鬼灯リラ）
- アイドルマスター シンデレラガールズ（2020年 - 2024年、桐生つかさ） - 2作品
- ワールドフリッパー（紺野純子）
- きららファンタジア（2020年 - 2022年、虎道環）

2021年
- イリュージョンコネクト（紺野純子）
- sin 七つの大罪 X-TASY（アベリア）
- SHOW BY ROCK!! Fes A Live（リックス）
- 東方ダンマクカグラ（爾子田里乃）
- WACCA Reverse（ルーン）
- ガーディアンテイルズ（グレモリー、アカユキ）
- BLUE REFLECTION TIE/帝（宮内伶那）

2022年
- フェアリースフィア（エスプレッソ、カプチーノ）
- アサルトリリィ Last Bullet（2022年 - 2023年、牧野美岳）
- Echocalypse -緋紅の神約-（グリフ）
- ブルーアーカイブ -Blue Archive-（2022年 - 2024年、間宵シグレ）
- クイズRPG 魔法使いと黒猫のウィズ（エデルヴェス・アロゼ）

2023年
- サマータイムレンダ Another Horizon（菱形朱鷺子）
- プリンセスコネクト！Re:Dive（2023年 - 2024年、ライラエル / 祓樹える）
- えとはなっ! 〜干支っ娘・花札バトル〜（猿楽カノン）
- 崩壊:スターレイル（雪衣）
- takt op. 運命は真紅き旋律の街を（ダフニスとクロエ）
- グランブルーファンタジー ヴァーサス -ライジング-（リイン / ヴェルサシア）
- タワーオブスカイ（ラプス）

2024年
- 魔導物語 フィアと不思議な学校（ウィル）
- 時々ボソッとロシア語でデレる隣のアーリャさん パズルパーティー！（更科茅咲）

2025年
- D.C. Re:tune 〜ダ・カーポ〜 リチューン（工藤）

### ドラマCD
- ゾンビランドサガ ドラマCD「ナイショ・ビフォア・クリスマス SAGA」（2021年、紺野純子[130]） - Blu-ray BOX特典CD
- かげきしょうじょ!! Blu-ray第2・4巻特典CDスピンオフドラマ（2021年、祥子）

### 吹き替え

#### 映画
- ROMA/ローマ（2018年）

#### アニメ
- 攻略うぉんてっど!〜異世界救います!?〜（2023年、ソフィア）
- 機動戦士ガンダム 復讐のレクイエム（2024年、ヘイリー・アーフン[131]）

### ラジオ
※はインターネット配信。
- まき、なつみ、ゆなの眠れないラジオ（2015年 - 2016年[3]、ニコニコ動画※）
- 河瀬茉希と赤尾ひかるの今夜もイチヤヅケ!（2019年 - 2023年、超!A&G+※）
- 河瀬茉希の皿洗ってくれ!（2022年11月担当、超!A&G+マンスリースペシャル※）

### Web番組
- 河瀬茉希の声だしてこっ！（2024年 -、OPENREC※）

### 映像商品
- 百錬の覇王とニコ生の美声乙女 ダイジェスト（2018年）[132] - BD&DVD第2巻-第4巻 特典映像
- ちえちゃんの知恵熱（2020年、ちえちゃん[133]）
- 陽キになりたい時雨さん（2021年、時雨さん[134]）
- ちこまる CM（2021年、ナレーション[135][136]）
- 豊聡耳神子のヒミツのおしかけボイス【CV.河瀬茉希】[注 1]（2021年、豊聡耳神子[137]）
- アオアシ CM「サッカーのうた」篇（2022年、歌唱&ナレーション）

### 朗読劇
- 声の魔法館ヴア・シャルム第14回公演「ガロン」（シンシア[138]）
- 朗読劇　君の小説に登場する僕は（一花[139]）

### その他コンテンツ
- ここは今から倫理です。 スペシャル映像（2019年、PR）酒井[140]
- ガールズラジオデイズ（2020年、吉田文音[141]）

## ディスコグラフィ

### キャラクターソング
| 発売日   | 商品名                                                                                            | 歌 | 楽曲                                                                                 | 備考                                                                               |
| 2018年   | 2018年                                                                                            | 2018年 | 2018年                                                                               | 2018年                                                                             |
| -------- | ------------------------------------------------------------------------------------------------- | --- | ------------------------------------------------------------------------------------ | ---------------------------------------------------------------------------------- |
| 5月30日  | Le temps de la rentrée〜恋の家路（新学期）〜                                                      | 星野絵瑠（河瀬茉希）、絹番莉々子（新井里美）、日登美真弓（名塚佳織） | 「Le temps de la rentrée〜恋の家路（新学期）〜」                                     | テレビアニメ『ひそねとまそたん』エンディングテーマ                                 |
| 5月30日  | Le temps de la rentrée〜恋の家路（新学期）〜                                                      | 甘粕ひそね（久野美咲）、星野絵瑠（河瀬茉希） / コーラス：絹番莉々子（新井里美）、日登美真弓（名塚佳織） | 「Le temps de la rentrée〜恋の家路（新学期）〜」                                     | テレビアニメ『ひそねとまそたん』エンディングテーマ                                 |
| 5月30日  | Le temps de la rentrée〜恋の家路（新学期）〜                                                      | 甘粕ひそね（久野美咲）、星野絵瑠（河瀬茉希）、絹番莉々子（新井里美）、日登美真弓（名塚佳織） / コーラス：貝崎名緒（黒沢ともよ） | 「Le temps de la rentrée〜恋の家路（新学期）〜」                                     | テレビアニメ『ひそねとまそたん』エンディングテーマ                                 |
| 5月30日  | Le temps de la rentrée〜恋の家路（新学期）〜                                                      | 甘粕ひそね（久野美咲）、貝崎名緒（黒沢ともよ） / コーラス：星野絵瑠（河瀬茉希）、絹番莉々子（新井里美）、日登美真弓（名塚佳織） | 「Le temps de la rentrée〜恋の家路（新学期）〜」                                     | テレビアニメ『ひそねとまそたん』エンディングテーマ                                 |
| 5月30日  | Le temps de la rentrée〜恋の家路（新学期）〜                                                      | Dパイ | 「Le temps de la rentrée〜恋の家路（新学期）〜」                                     | テレビアニメ『ひそねとまそたん』エンディングテーマ                                 |
| 9月19日  | 百錬の覇王と聖約の戦乙女 Blu-ray&DVD 第1巻 特典CD                                                 | フェリシア（末柄里恵）、ジークルーネ（伊達朱里紗）、イングリット（河瀬茉希）、リネーア（高尾奏音） | 「世界中が恋をする夜」                                                               | テレビアニメ『百錬の覇王と聖約の戦乙女』関連曲                                     |
| 11月28日 | 徒花ネクロマンシー                                                                                | フランシュシュ | 「徒花ネクロマンシー」                                                               | テレビアニメ『ゾンビランドサガ』オープニングテーマ                                 |
| 11月28日 | 光へ                                                                                              | フランシュシュ | 「光へ」                                                                             | テレビアニメ『ゾンビランドサガ』エンディングテーマ                                 |
| 12月21日 | ゾンビランドサガ BD第1巻特典CD                                                                    | グリーンフェイス | 「ようこそ佐賀へ」                                                                   | テレビアニメ『ゾンビランドサガ』挿入歌                                             |
| 12月21日 | ゾンビランドサガ BD第1巻特典CD                                                                    | グリーンフェイス | 「DEAD or RAP!!!」                                                                   | テレビアニメ『ゾンビランドサガ』挿入歌                                             |
| 12月21日 | ゾンビランドサガ BD第1巻特典CD                                                                    | フランシュシュ | 「目覚めRETURNER」 「アツクナレ」                                                    | テレビアニメ『ゾンビランドサガ』挿入歌                                             |
| 2019年   |                                                                                                   | |                                                                                      |                                                                                    |
| 2月22日  | ゾンビランドサガ BD第2巻特典CD                                                                    | フランシュシュ | 「ドライブイン鳥」 「To my Dearest」 「特攻DANCE 〜DAWN OF THE BAD〜」               | テレビアニメ『ゾンビランドサガ』挿入歌                                             |
| 4月17日  | 百華繚乱                                                                                          | 津田越前守助廣（松田颯水）、八丁念仏（久保田梨沙）、雷切丸（河瀬茉希） | 「繚乱★はろうぃん」                                                                  | ゲーム『天華百剣 -斬-』関連曲                                                      |
| 4月26日  | ゾンビランドサガ BD第3巻特典CD                                                                    | フランシュシュ | 「ヨミガエレ」 「FLAGをはためかせろ！」 「目覚めRETURNER（Electric Returner）」      | テレビアニメ『ゾンビランドサガ』挿入歌                                             |
| 10月15日 | 日清カレーメシ ゾンビランドサガ 特別BOXセット 特典CD                                              | フランシュシュ | 「輝いて （カレーメシver.）」                                                        | テレビアニメ『ゾンビランドサガ』関連曲                                             |
| 11月20日 | UP-DATE × PLEASE!!! ver 1.7.8                                                                     | 早乙女一千花（内山夕実）、早乙女七樹（本渡楓）、早乙女八雲（河瀬茉希） | 「UP-DATE × PLEASE!!! ver 1.7.8」                                                    | テレビアニメ『戦×恋』エンディングテーマ                                            |
| 11月20日 | UP-DATE × PLEASE!!! ver 1.7.8                                                                     | 早乙女一千花（内山夕実）、早乙女二葉（原由実）、早乙女三沙（清水彩香）、早乙女四乃（逢田梨香子）、早乙女五夜（加隈亜衣）、早乙女六海（日高里菜）、早乙女七樹（本渡楓）、早乙女八雲（河瀬茉希）、早乙女九瑠璃（小岩井ことり）                         | 「UP-DATE × PLEASE!!!!!!!!!」                                                        | テレビアニメ『戦×恋』関連曲                                                        |
| 11月20日 | UP-DATE × PLEASE!!! 全巻購入特典CD                                                                | 早乙女一千花（内山夕実）、早乙女二葉（原由実）、早乙女三沙（清水彩香）、早乙女四乃（逢田梨香子）、早乙女五夜（加隈亜衣）、早乙女六海（日高里菜）、早乙女七樹（本渡楓）、早乙女八雲（河瀬茉希）、早乙女九瑠璃（小岩井ことり）、亜久津拓真（広瀬裕也） | 「UP-DATE × PLEASE!!!!!!!!! Ver. X」                                                 | テレビアニメ『戦×恋』関連曲                                                        |
| 11月27日 | ゾンビランドサガ フランシュシュ The Best                                                          | フランシュシュ | 「徒花ネクロマンシー（Album ver.）」 「佐賀事変」 「輝いて」                         | テレビアニメ『ゾンビランドサガ』関連曲                                             |
| 2020年   |                                                                                                   | |                                                                                      |                                                                                    |
| 4月5日   | 刹那、轟く歓声                                                                                    | IN-HI 16 | 「No.1 HOLiC」 「IENAI」 「UNKNOWNS」                                                | ゲーム『八月のシンデレラナイン』関連曲                                             |
| 5月13日  | この素晴らしい世界に祝福を！ファンタスティックデイズ テーマソングシングル                         | アクセルハーツ | 「Bright Show」                                                                      | ゲーム『この素晴らしい世界に祝福を！ファンタスティックデイズ』挿入歌               |
| 5月13日  | この素晴らしい世界に祝福を！ファンタスティックデイズ テーマソングシングル                         | リア（河瀬茉希） | 「Bright Show」                                                                      | ゲーム『この素晴らしい世界に祝福を！ファンタスティックデイズ』関連曲               |
| 8月5日   | Dear Tomorrow                                                                                     | アクセルハーツ | 「Dear Tomorrow」                                                                    | ゲーム『この素晴らしい世界に祝福を！ファンタスティックデイズ』挿入歌               |
| 9月3日   | ゾンビランドサガぴあ 特典CD                                                                       | でんぱ組.inc、フランシュシュ | 「ゾンビランドDEMPA!!」                                                              | テレビアニメ『ゾンビランドサガ』関連曲                                             |
| 10月21日 | あのね。                                                                                          | ユナ（河瀬茉希） | 「あのね。」                                                                         | テレビアニメ『くまクマ熊ベアー』エンディングテーマ                                 |
| 10月21日 | あのね。                                                                                          | ユナ（河瀬茉希） | 「Let's get started!」                                                               | テレビアニメ『くまクマ熊ベアー』関連曲                                             |
| 12月2日  | THE IDOLM@STER CINDERELLA MASTER Never ends ＆ Brand new!                                         | 辻野あかり（梅澤めぐ）、砂塚あきら（富田美憂）、桐生つかさ（河瀬茉希） | 「Brand new!」                                                                       | ゲーム『アイドルマスター シンデレラガールズ』関連曲                                |
| 12月24日 | あのね。-loved ones ver.-                                                                         | ユナ（河瀬茉希）、フィナ（和氣あず未） | 「あのね。-loved ones ver.-」                                                        | テレビアニメ『くまクマ熊ベアー』エンディングテーマ                                 |
| 2021年   |                                                                                                   | |                                                                                      |                                                                                    |
| 4月7日   | THE IDOLM@STER CINDERELLA GIRLS LITTLE STARS EXTRA! Life is HaRMONY                               | 桐生つかさ（河瀬茉希）、黒埼ちとせ（佐倉薫）、白菊ほたる（天野聡美）、鷺沢文香（M・A・O）、諸星きらり（松嵜麗） | 「Life is HaRMONY」                                                                  | Webアニメ『アイドルマスター シンデレラガールズ劇場 Extra Stage』エンディングテーマ |
| 4月25日  | 灼けつくエール                                                                                    | IN-HI 16 | 「1844より速く」 「最適解少女」                                                      | ゲーム『八月のシンデレラナイン』関連曲                                             |
| 5月19日  | 大河よ共に泣いてくれ/Nope!!!!!                                                                    | フランシュシュ | 「大河よ共に泣いてくれ」                                                             | テレビアニメ『ゾンビランドサガ リベンジ』オープニングテーマ                        |
| 5月19日  | 夢を手に、戻れる場所もない日々を/風の強い日は嫌いか？                                             | フランシュシュ | 「夢を手に、戻れる場所もない日々を」                                                 | テレビアニメ『ゾンビランドサガ リベンジ』エンディングテーマ                        |
| 6月25日  | ゾンビランドサガ リベンジ BD第1巻特典CD                                                           | 小島食品工場スタッフ | 「イカの魂無駄にはしない〜小島食品工場株式会社社歌〜」                               | テレビアニメ『ゾンビランドサガ リベンジ』挿入歌                                    |
| 6月25日  | ゾンビランドサガ リベンジ BD第1巻特典CD                                                           | フランシュシュ | 「REVENGE」 「風の強い日は嫌いか？」 「目覚めRETURNER (Electric Returner Type "R")」 | テレビアニメ『ゾンビランドサガ リベンジ』挿入歌                                    |
| 6月25日  | ゾンビランドサガ リベンジ BD第1巻特典CD                                                           | フランシュシュ | 「激昂サバイブ」                                                                     | テレビアニメ『ゾンビランドサガ リベンジ』挿入歌                                    |
| 6月25日  | ゾンビランドサガ リベンジ BD第1巻特典CD                                                           | 紺野純子（河瀬茉希） | 「50と4つの忘れ物」                                                                  | テレビアニメ『ゾンビランドサガ リベンジ』挿入歌                                    |
| 7月30日  | ゾンビランドサガ リベンジ BD第2巻特典CD                                                           | フランシュシュ | 「ぶっちゃけてフォーユー」 「光へ」                                                  | テレビアニメ『ゾンビランドサガ リベンジ』挿入歌                                    |
| 8月27日  | ゾンビランドサガ リベンジ BD第3巻特典CD                                                           | フランシュシュ | 「追い風トラベラーズ」                                                               | テレビアニメ『ゾンビランドサガ リベンジ』挿入歌                                    |
| 8月27日  | ゾンビランドサガ リベンジ BD第3巻特典CD                                                           | フランシュシュ | 「激昂サバイブ（Complete Edition）」                                                 | テレビアニメ『ゾンビランドサガ リベンジ』関連曲                                    |
| 12月22日 | THE IDOLM@STER CINDERELLA GIRLS STARLIGHT MASTER GOLD RUSH! 14 レッド・ソール                     | 桐生つかさ（河瀬茉希）、三船美優（原田彩楓）、星輝子（松田颯水）、藤原肇（鈴木みのり） | 「レッド・ソール（M@STER VERSION）」                                                 | ゲーム『アイドルマスター シンデレラガールズ スターライトステージ』関連曲           |
| 12月22日 | THE IDOLM@STER CINDERELLA GIRLS STARLIGHT MASTER GOLD RUSH! 14 レッド・ソール                     | 桐生つかさ（河瀬茉希） | 「レッド・ソール（M@STER VERSION）」                                                 | ゲーム『アイドルマスター シンデレラガールズ スターライトステージ』関連曲           |
| 2022年   |                                                                                                   | |                                                                                      |                                                                                    |
| 9月28日  | ゾンビランドサガ リベンジ フランシュシュ The Best Revenge                                         | フランシュシュ | 「We are Fran Chou Chou!」 「Beginning」 「冒険ズンドコドン！」                      | テレビアニメ『ゾンビランドサガ リベンジ』関連曲                                    |
| 10月19日 | THE IDOLM@STER CINDERELLA GIRLS STARLIGHT MASTER R/LOCK ON! 09 New bright stars                   | 小日向美穂（津田美波）、浅利七海（井上ほの花）、桐生つかさ（河瀬茉希）、城ヶ崎美嘉（佳村はるか）、向井拓海（原優子） | 「New bright stars（M@STER VERSION）」                                               | ゲーム『アイドルマスター シンデレラガールズ スターライトステージ』関連曲           |
| 10月19日 | THE IDOLM@STER CINDERELLA GIRLS STARLIGHT MASTER R/LOCK ON! 09 New bright stars                   | 桐生つかさ（河瀬茉希） | 「New bright stars（M@STER VERSION）」                                               | ゲーム『アイドルマスター シンデレラガールズ スターライトステージ』関連曲           |
| 12月28日 | THE IDOLM@STER CINDERELLA GIRLS STARLIGHT MASTER PLATINUM NUMBER 01 MOTTO!                        | 久川凪（立花日菜）、西園寺琴歌（安齋由香里）、桐生つかさ（河瀬茉希）、白菊ほたる（天野聡美）、村上巴（花井美春）、関裕美（会沢紗弥）、結城晴（小市眞琴）                                                                                             | 「MOTTO!」                                                                           | ゲーム『アイドルマスター シンデレラガールズ スターライトステージ』関連曲           |
| 12月28日 | THE IDOLM@STER CINDERELLA GIRLS STARLIGHT MASTER PLATINUM NUMBER 01 MOTTO!                        | 桐生つかさ（河瀬茉希） | 「MOTTO!」                                                                           | ゲーム『アイドルマスター シンデレラガールズ スターライトステージ』関連曲           |
| 11月23日 | この素晴らしい世界に祝福を！ファンタスティックデイズ」ソング・コレクション                        | アクセルハーツ | 「Bright Show」 「Dear Tomorrow」 「My Favorite!」 「Cutie Star」                    | ゲーム『この素晴らしい世界に祝福を！ファンタスティックデイズ』関連曲               |
| 11月23日 | この素晴らしい世界に祝福を！ファンタスティックデイズ」ソング・コレクション                        | メル（愛美）、アクセルハーツ | 「Smile Surprise」                                                                   | ゲーム『この素晴らしい世界に祝福を！ファンタスティックデイズ』関連曲               |
| 11月23日 | この素晴らしい世界に祝福を！ファンタスティックデイズ」ソング・コレクション                        | リア（河瀬茉希） | 「Bright Show」 「Dear Tomorrow」 「My Favorite!」 「Cutie Star」                    | ゲーム『この素晴らしい世界に祝福を！ファンタスティックデイズ』関連曲               |
| 2023年   |                                                                                                   | |                                                                                      |                                                                                    |
| 6月28日  | THE IDOLM@STER CINDERELLA GIRLS U149 ANIMATION MASTER 05 グッデイ・グッナイ                       | 桐生つかさ（河瀬茉希） | 「アタシガルール」                                                                   | テレビアニメ『アイドルマスター シンデレラガールズ U149』挿入歌                     |
| 6月28日  | THE IDOLM@STER CINDERELLA GIRLS U149 ANIMATION MASTER 05 グッデイ・グッナイ                       | 佐々木千枝（今井麻夏）、桐生つかさ（河瀬茉希） | 「Sing the Prologue♪」                                                               | テレビアニメ『アイドルマスター シンデレラガールズ U149』挿入歌                     |
| 8月23日  | THE IDOLM@STER CINDERELLA GIRLS STARLIGHT MASTER PLATINUM NUMBER 06 Isosceles                     | 佐久間まゆ（牧野由依）、桐生つかさ（河瀬茉希） | 「DNA狂詩曲」                                                                        | ゲーム『アイドルマスター シンデレラガールズ スターライトステージ』関連曲           |
| 9月9日   | THE IDOLM@STER CINDERELLA GIRLS Shout out Live!!! 会場オリジナルCD                                | 桐生つかさ（河瀬茉希） | 「Life is HaRMONY」                                                                  | Webアニメ『アイドルマスター シンデレラガールズ劇場 Extra Stage』関連曲             |
| 11月15日 | THE IDOLM@STER CINDERELLA GIRLS STARLIGHT MASTER PLATINUM NUMBER 12 Night Time Wander             | 桐生つかさ（河瀬茉希）、大槻唯（山下七海）、八神マキノ（二ノ宮ゆい） | 「Night Time Wander（M@STER VERSION）」                                              | ゲーム『アイドルマスター シンデレラガールズ スターライトステージ』関連曲           |
| 11月15日 | THE IDOLM@STER CINDERELLA GIRLS STARLIGHT MASTER PLATINUM NUMBER 12 Night Time Wander             | 桐生つかさ（河瀬茉希） | 「Night Time Wander（M@STER VERSION）」                                              | ゲーム『アイドルマスター シンデレラガールズ スターライトステージ』関連曲           |
| 2024年   |                                                                                                   | |                                                                                      |                                                                                    |
| 2月7日   | 運命のトリニティ                                                                                  | ヘルヴォル、クエレブレ | 「REFLECTIONS」                                                                      | ゲーム『アサルトリリィ Last Bullet』関連曲                                         |
| 2月7日   | 運命のトリニティ                                                                                  | クエレブレ | 「REFLECTIONS」                                                                      | ゲーム『アサルトリリィ Last Bullet』関連曲                                         |
| 4月6日   | THE IDOLM@STER CINDERELLA GIRLS UNIT LIVE TOUR ConnecTrip! 大阪公演&福岡公演&東京公演オリジナルCD | 桐生つかさ（河瀬茉希） | 「Sing the Prologue♪」                                                               | テレビアニメ『アイドルマスター シンデレラガールズ U149』関連曲                     |
| 2025年   |                                                                                                   | |                                                                                      |                                                                                    |
| 1月29日  | プリンセスコネクト！Re:Dive PRICONNE CHARACTER SONG 44                                            | ライラエル（河瀬茉希）、イオ（伊藤静） | 「今宵、ヤドリギの下で」                                                             | ゲーム『プリンセスコネクト！Re:Dive』挿入歌                                        |
| 7月2日   | monoのうた                                                                                        | 駒田華子（河瀬茉希） | 「ソフトクリームイグニッション！」                                                   | テレビアニメ『mono』関連曲                                                         |

## ライブ・イベント

### 合同ライブ
| 出演日               | タイトル                                                                                  | 会場                                     | 備考                                                                     |
| -------------------- | ----------------------------------------------------------------------------------------- | ---------------------------------------- | ------------------------------------------------------------------------ |
| 2019年3月17日        | ゾンビランドサガLIVE〜フランシュシュみんなでおらぼう！〜                                  | 品川インターシティホール（東京都）       |                                                                          |
| 2019年7月27日        | ゾンビランドサガLIVE〜フランシュシュみんなでおらぼう！inSAGA〜                            | 唐津市ふるさと会館アルピノ（佐賀県）     |                                                                          |
| 2020年3月8日         | ゾンビランドサガLIVE～フランシュシュ LIVE OF THE DEAD～                                   | 幕張イベントホール（千葉県）             | 新型コロナウイルス感染拡大の影響により、開催自粛となった。               |
| 2021年1月9日         | THE IDOLM@STER CINDERELLA GIRLS Broadcast & LIVE Happy New Yell!!!                        | 幕張メッセ国際展示場 1-3ホール（千葉県） |                                                                          |
| 2021年2月27日        | ゾンビランドサガLIVE～フランシュシュ LIVE OF THE DEAD “R”～                               | 府中の森芸術劇場（東京都）               |                                                                          |
| 2021年5月27日        | THE IDOLM@STER CINDERELLA GIRLS NEXT LIVE発表会 SPECIAL STAGE                             | 未来研スタジオ（東京都）                 |                                                                          |
| 2021年10月16日・17日 | ゾンビランドサガLIVE～フランシュシュ 佐賀よ共にわいてくれ～                               | 幕張メッセ国際展示場7・8ホール（千葉県） |                                                                          |
| 2022年1月29日・30日  | THE IDOLM@STER CINDERELLA GIRLS 10th ANNIVERSARY M@GICAL WONDERLAND TOUR!!! Tropical Land | 会場不明                                 | 新型コロナウイルス感染拡大の影響により、有料生配信のみでの実施となった。 |
| 2022年4月3日         | THE IDOLM@STER CINDERELLA GIRLS 10th ANNIVERSARY M@GICAL WONDERLAND!!!                    | ベルーナドーム（埼玉県）                 |                                                                          |
| 2022年10月23日       | ゾンビランドサガLIVE～3D Virtualフランシュシュ ライブ＆イリューゾン!!～                   | 幕張イベントホール（千葉県）             |                                                                          |
| 2023年2月12日        | THE IDOLM@STER M@STERS OF IDOL WORLD!!!!! 2023                                            | 東京ドーム（東京都）                     |                                                                          |
| 2023年6月10日・11日  | THE IDOLM@STER CINDERELLA GIRLS 燿城夜祭 -かがやきよまつり-                               | 大阪城ホール（大阪府）                   |                                                                          |
| 2024年2月3日         | THE IDOLM@STER CINDERELLA GIRLS UNIT LIVE TOUR ConnecTrip! 山形公演                       | やまぎん県民ホール（山形県）             |                                                                          |